# Anxoves de Cotlliure

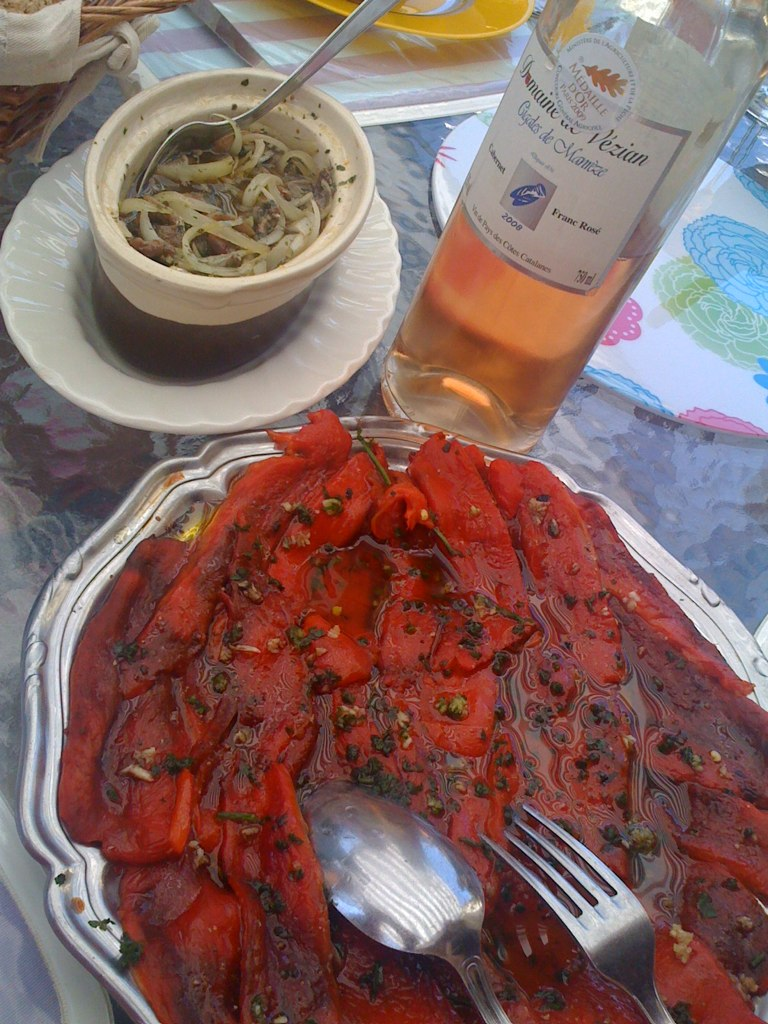
Anxoves de Cotlliure amb pebrot escalivat

Les anxoves de Cotlliure són un producte alimentari típic de la localitat de Cotlliure (Rosselló, Catalunya Nord) que va obtenir el 24 juny de 2004 el segell europeu d'indicació geogràfica protegida (IGP). L'espècie d'anxova utilitzada és l'aladroc o seitó (Engraulis encrasicolus). L'anxova de Cotlliure es presenta en tres formes: anxoves salades, filets d'anxova en salmorra i filets d'anxova en oli. La producció el 2012 era d'aproximadament 400 tones per any.
Des de l'edat mitjana, el port de Cotlliure s'havia especialitzat en la pesca, la salaó i el comerç de peixos de diverses espècies. La població estava exempta de l'impost sobre la sal creat per Lluís XI de França, per tal de ser capaç de fer front a aquesta important producció. Actualment al port de Cotlliure es pesca poca anxova i la que s'utilitza per a l'elaboració de les conserves prové de ports com Sant Joan Lohitzune (al País Basc del Nord), La Turballe o An Oriant (a la Bretanya).
El treball d'elaboració continua essent manual com es feia tradicionalment, a causa de la fragilitat d'aquest petit peix, que no seria compatible amb la mecanització. El procediment artesanal està encarnat en la feina de les "anxovadores", que seleccionen i eliminen manualment els filets d'anxova i els posen a assecar.

## Pesca i elaboració
Les anxoves són peixos petits, de quinze a vint centímetres de longitud, i presents als mars europeus: la mar Mediterrània, el mar del Nord, el mar Negre i l'oceà Atlàntic.
Les anxoves passen l'hivern a 100-200 metres de profunditat on troben una temperatura moderada. Per desovar s'acosten a la costa, formant bancs de milions i, de vegades, milers de milions d'exemplars.
La seva pesca es fa al juny i juliol amb xarxes i a la nit, les anxoves són atretes a la xarxa amb l'ajut de fanals.
Per a la seva conservació les anxoves es posen en salaó en barrils en els quals alternen capes de sal i d'anxoves.
En l'elaboració tradicional, com explicaven C. Aloujes et al. en un article a La Chasse Marée, "les anxoves són dutes vers els saladors i ficades en safareigs de salmorra. La densitat d'aquesta, mesurada amb el pesa-sals, ha de ser de 23 a 24 grams per litre d'aigua freda. Els peixos romanen dins aquesta solució, on llur sang s'hi barreja, de quatre a cinc dies. Aleshores són trets, escapçats i atapeïts dins de cubells o de barrils: els primers per a l'emmagatzematge, els segons per a l'expedició als compradors. Cada sostre de peix és recobert d'una capa de sal que el separarà del de sobre; després per tal que el peix es conservi bé s'hi afegeix una salmorra acabada de fer de la mateixa densitat".
Actualment l'elaboració continua essent manual per a no malmetre els fràgils filets dels peixos, i segueix un procediment recollit a les normes reguladores de la indicació geogràfica protegida.

## Miscel·lània gastronòmica
Se li atribueix a les anxoves les propietats d'obrir la gana i ajudar a la digestió.
Els romans preparaven amb aquests petits peixos triturats i cuits en salmorra, als quals afegien vinagre i julivert picat, una salsa molt popular que anomenaven garum.
El pissalat amb anxoves provençal s'obté passant per un tamís les anxoves marinades en salmorra; la pasta obtinguda es dilueix amb una mica de salmorra i s'aromatitza amb clau.
Aixafant els filets d'anxova després d'haver-los dessalat, i barrejant-los amb quatre vegades el seu volum de mantega, s'obté la mantega d'anxoves o anchoiada de la Provença, habitual en els canapès a l'hora de l'aperitiu, o per acompanyar carns i peixos a la brasa.